# Championnat d'Europe 1989 de football américain
Navigation
1987 1991
Le Championnat d'Europe 1989 de football américain (en anglais, 1989 American Football European Championship) est la 4e édition du Championnat d'Europe de football américain. Il s'agit d'une compétition continentale de football américain mettant aux prises les sélections nationales européennes affiliées à l'EFAF.
la phase finale de cette édition a lieu en Allemagne de l'Ouest à Bremerhaven, Heilbronn, Recklinghausen et Bielefeld du 21 août au 27 août 1989.
C'est l'équipe de Grande-Bretagne qui remporte la compétition pour la première fois de son histoire. L'équipe d'Italie était la tenante du titre.

## Phase éliminatoire

### Groupe 1
|  | Demi-finales | Demi-finales |         |   | Finale                | Finale                |
|  | Demi-finales | Demi-finales |         |   | Finale                | Finale                |
|  |              |              |         |   |                       |                       |
|  | 1988         | 1988         |         |   | 6 mai 1989 à Helsinki | 6 mai 1989 à Helsinki |
|  | 1988         | 1988         |         |   | 6 mai 1989 à Helsinki | 6 mai 1989 à Helsinki |
|  | Norvège      | 13           |         |   | 6 mai 1989 à Helsinki | 6 mai 1989 à Helsinki |
|  | Norvège      | 13           |         |   | 6 mai 1989 à Helsinki | 6 mai 1989 à Helsinki |
|  | Suisse       | 0            |         |   | 6 mai 1989 à Helsinki | 6 mai 1989 à Helsinki |
|  | Suisse       | 0            | Norvège | 0 |                       |                       |
|  |              |              | Norvège | 0 |                       |                       |
|  |              | Finlande     | 49      |   |                       |                       |
|  | -            | Finlande     | 49      |   |                       |                       |
|  |              |              |         |   |                       |                       |
|  | -            |              |         |   |                       |                       |
|  |              |              |         |   |                       |                       |

Finlande qualifiée pour la phase finale.

### Groupe 2
|  | Demi-finales | Demi-finales |                 |    | Finale                | Finale                |
|  | Demi-finales | Demi-finales |                 |    | Finale                | Finale                |
|  |              |              |                 |    |                       |                       |
|  | Amsterdam    | Amsterdam    |                 |    | 6 mai 1989 à Helsinki | 6 mai 1989 à Helsinki |
|  | Amsterdam    | Amsterdam    |                 |    | 6 mai 1989 à Helsinki | 6 mai 1989 à Helsinki |
|  | Pays-Bas     | 6            |                 |    | 6 mai 1989 à Helsinki | 6 mai 1989 à Helsinki |
|  | Pays-Bas     | 6            |                 |    | 6 mai 1989 à Helsinki | 6 mai 1989 à Helsinki |
|  | France       | 13           |                 |    | 6 mai 1989 à Helsinki | 6 mai 1989 à Helsinki |
|  | France       | 13           | Grande-Bretagne | 35 |                       |                       |
|  |              |              | Grande-Bretagne | 35 |                       |                       |
|  |              | France       | 6               |    |                       |                       |
|  | -            | France       | 6               |    |                       |                       |
|  |              |              |                 |    |                       |                       |
|  | -            |              |                 |    |                       |                       |
|  |              |              |                 |    |                       |                       |

Grande-Bretagne qualifiée pour la phase finale.

## Phase finale

### Équipes participantes
| # | Équipe               | Motif de la qualification            | Dernière participation |
| - | -------------------- | ------------------------------------ | ---------------------- |
| 1 | Finlande             | Vainqueur groupe 1 des éliminatoires | Euro 1987              |
| 2 | Italie               | 1er de l'Euro 1987                   | Euro 1987              |
| 3 | Grande-Bretagne      | Vainqueur groupe 2 des éliminatoires | Euro 1987              |
| 4 | Allemagne de l'Ouest | Pays organisateur                    | Euro 1987              |

### Les matchs
|  | Demi-finales                  | Demi-finales               |                        |   | Finale                   | Finale                   |
|  | Demi-finales                  | Demi-finales               |                        |   | Finale                   | Finale                   |
|  |                               |                            |                        |   |                          |                          |
|  | 23 août 1989 à Bremerhaven    | 23 août 1989 à Bremerhaven |                        |   | 27 août 1989 à Bielefeld | 27 août 1989 à Bielefeld |
|  | 23 août 1989 à Bremerhaven    | 23 août 1989 à Bremerhaven |                        |   | 27 août 1989 à Bielefeld | 27 août 1989 à Bielefeld |
|  | Finlande                      | 14                         |                        |   | 27 août 1989 à Bielefeld | 27 août 1989 à Bielefeld |
|  | Finlande                      | 14                         |                        |   | 27 août 1989 à Bielefeld | 27 août 1989 à Bielefeld |
|  | Italie                        | 7                          |                        |   | 27 août 1989 à Bielefeld | 27 août 1989 à Bielefeld |
|  | Italie                        | 7                          | Finlande               | 0 |                          |                          |
|  | 21 août 1991 à Heilbronn      |                            | Finlande               | 0 |                          |                          |
|  |                               | Grande-Bretagne            | 26                     |   |                          |                          |
|  | Allemagne de l'Ouest          | Grande-Bretagne            | 26                     | 6 |                          |                          |
|  | Allemagne de l'Ouest          |                            |                        | 6 |                          |                          |
|  | Grande-Bretagne               | 38                         |                        |   |                          |                          |
|  | Grande-Bretagne               | 38                         | Match pour la 3e place |   |                          |                          |
|  |                               |                            |                        |   |                          |                          |
|  | 27 août 1989 à Recklinghausen |                            |                        |   |                          |                          |
|  |                               |                            |                        |   |                          |                          |
|  | Italie                        | 9                          |                        |   |                          |                          |
|  | Italie                        | 9                          |                        |   |                          |                          |
|  | Allemagne                     | 29                         |                        |   |                          |                          |
|  | Allemagne                     | 29                         |                        |   |                          |                          |